# Araniella jilinensis
Araniella jilinensis is een spinnensoort uit de familie wielwebspinnen. Deze spin komt voor in China. De soort werd in 1994 wetenschappelijk beschreven.